# Ben Houge
Ben Houge (født 1974) er en amerikansk komponist og lyddesigner, som blandt andet har komponeret musik til spil i Half-Life-serien og Arcanum: Of Steamworks and Magick Obscura.
Han modtog sin bachelor i musikteori på St. Olaf College, magistergrad indenfor musik på University of Washington og underviser på Berklee College of Music.

## Udvalgt diskografi
- Leisure Suit Larry: Love for Sail! (1996)
- Leisure Suit Larry's Casino (1998)
- King's Quest: Mask of Eternity (1998)
- Gabriel Knight 3: Blood of the Sacred, Blood of the Damned (1999)
- Half-Life: Opposing Force (1999)
- Arcanum: Of Steamworks and Magick Obscura (2001)
- Brothers in Arms: Road to Hill 30 (2005)
- Tom Clancy's EndWar (2008)